# Eufrattunneln
Eufrattunneln var enligt legenden en 929 meter lång tunnel under floden Eufrat byggd för att sammanlänka de två halvorna av staden Babylon i gamla Mesopotamien. Genom att anlägga en tillfällig fördämning i floden kunde tunneln byggas i ett öppet schakt i den torrlagda flodbottnen, varefter fördämningen togs bort så att vattnet åter kunde flyta fritt över tunneln. Den var troligen uppbyggd av tegelsten och tätad med bitumen, även kallat asfalt.

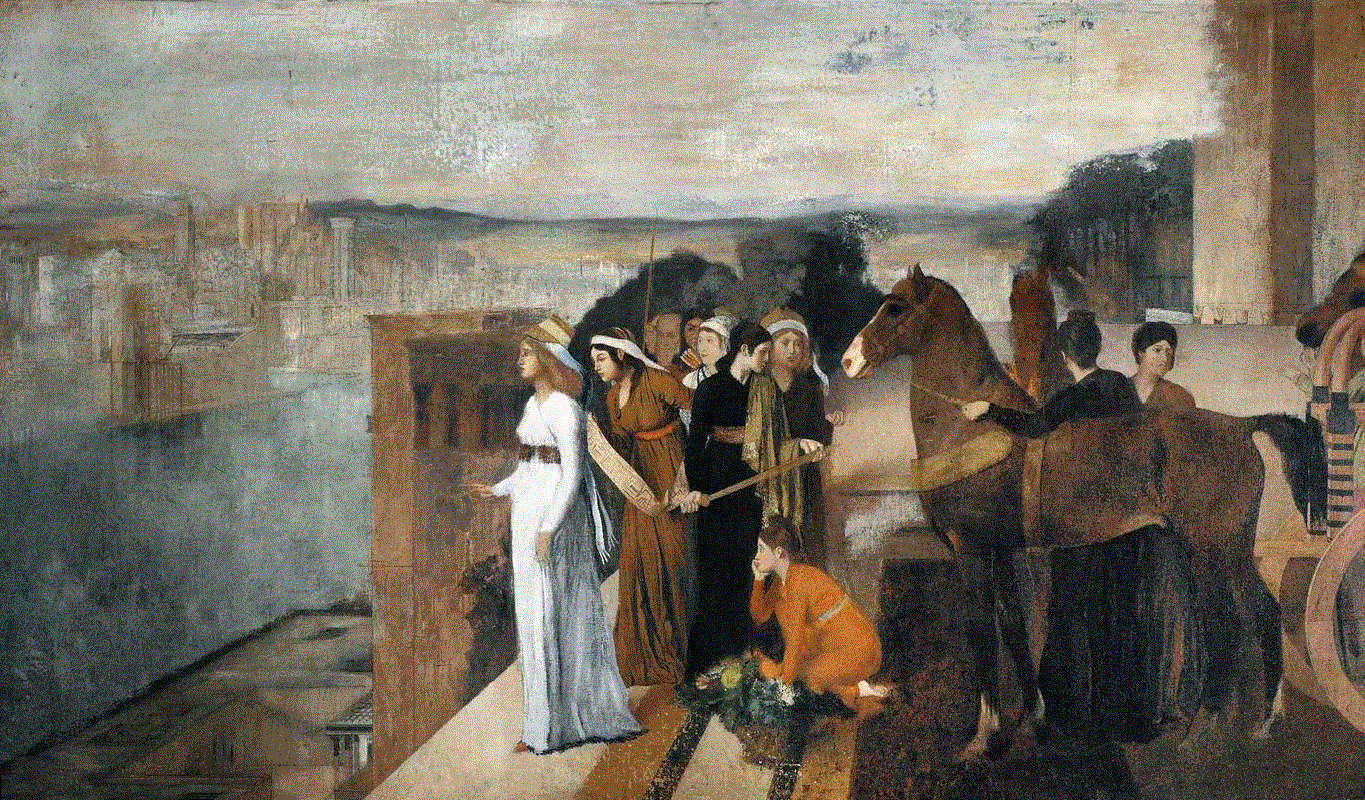
Semiramis byggande Babel (Degas, 1861).

Arkeologer har inte funnit några spår efter tunneln, men tror att den byggdes mellan år 2180 och 2160 f.Kr. Man känner inte till någon annan tunnel under vatten före Marc Brunels bygge av Themsentunneln år 1824 e.Kr.
Ofta nämns drottning Semiramis som byggare av Eufrattunneln. Det är dock ett namn förknippat med en hel del mytologi och oklarheter kring eventuell koppling till en historisk person, men som fått äran för flera stora byggnadsverk från olika tider.